# Postojnagrottan

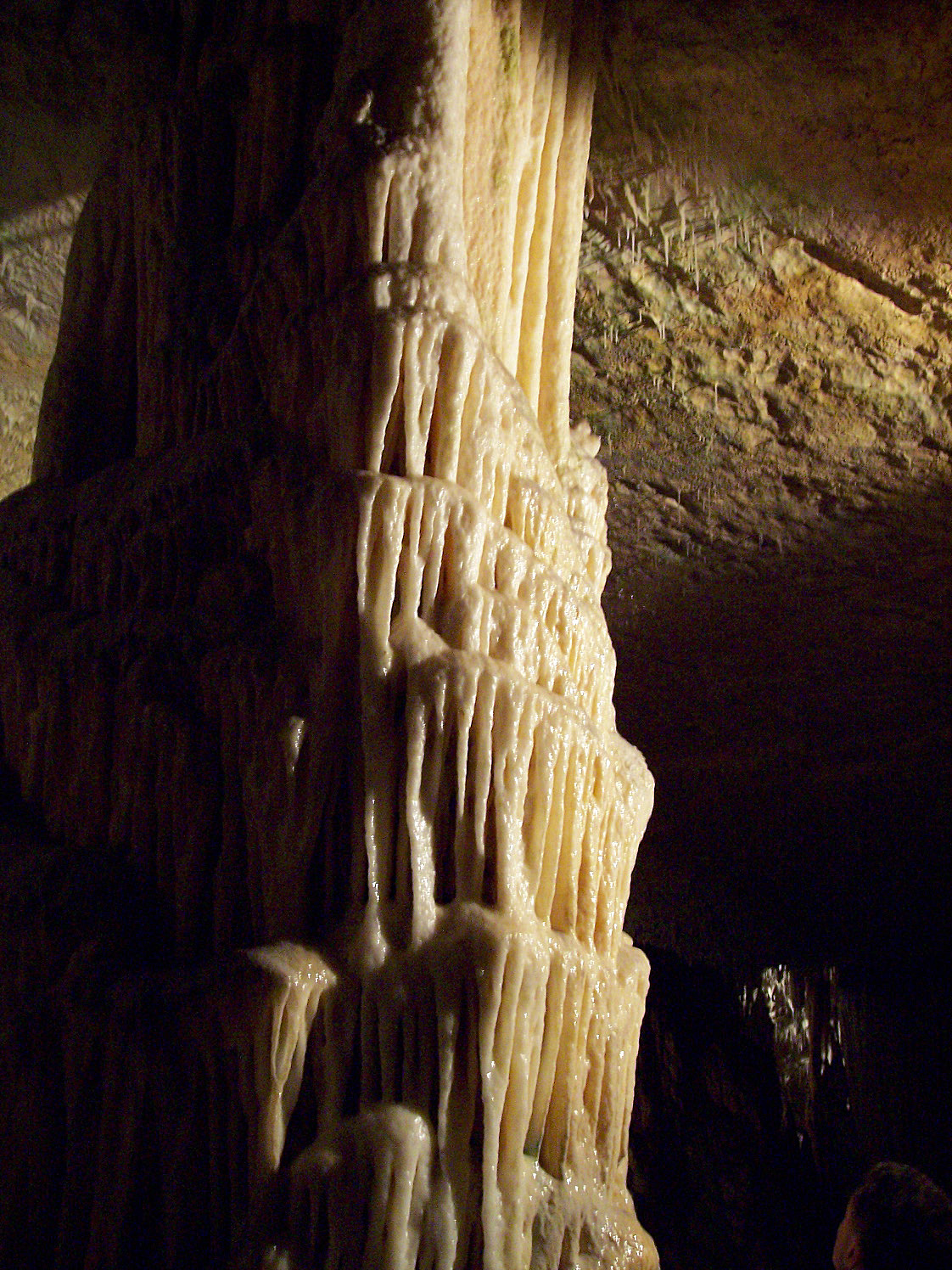
I Postojnagrottan.

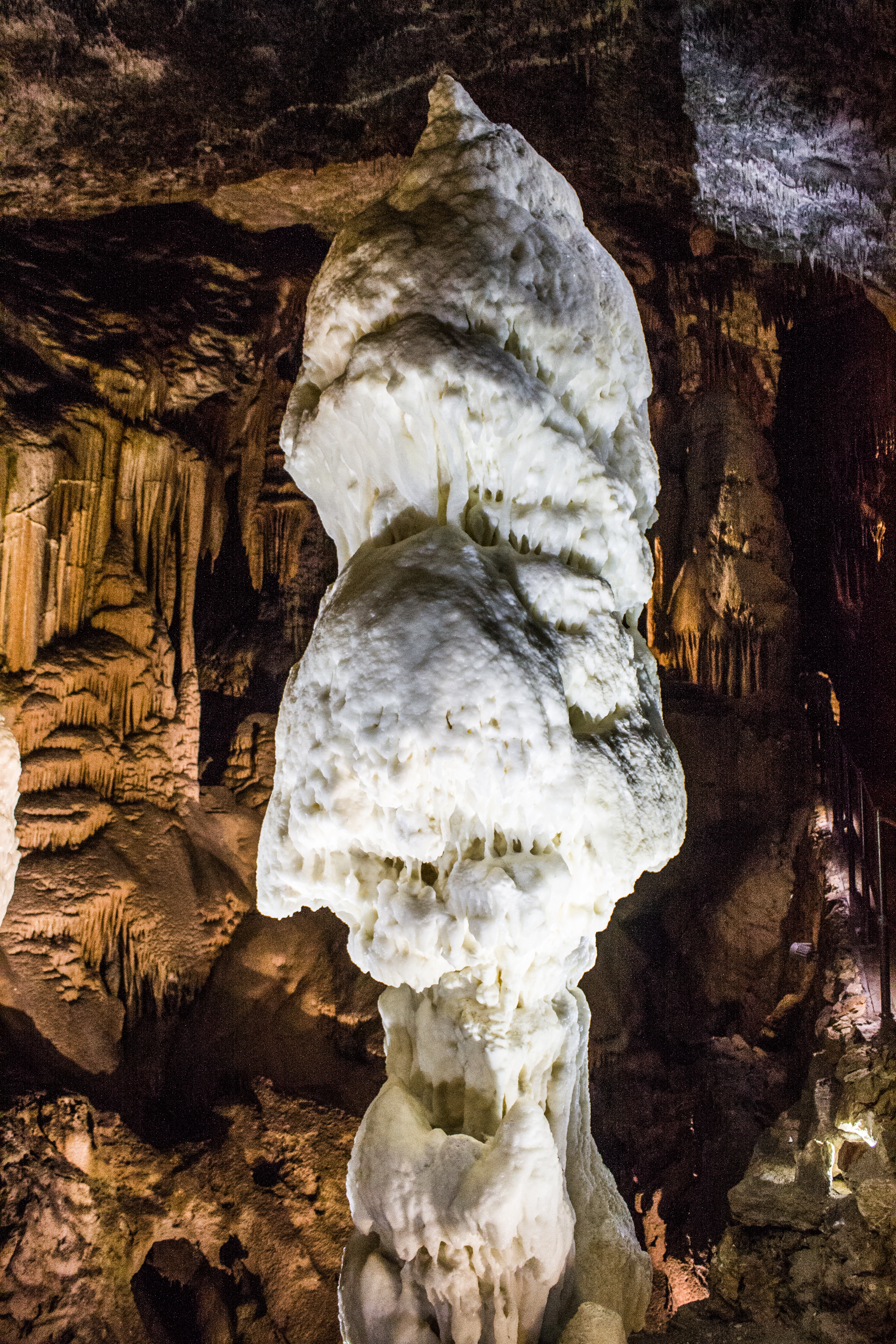
Briljanten, symbolen för Postojnagrottan

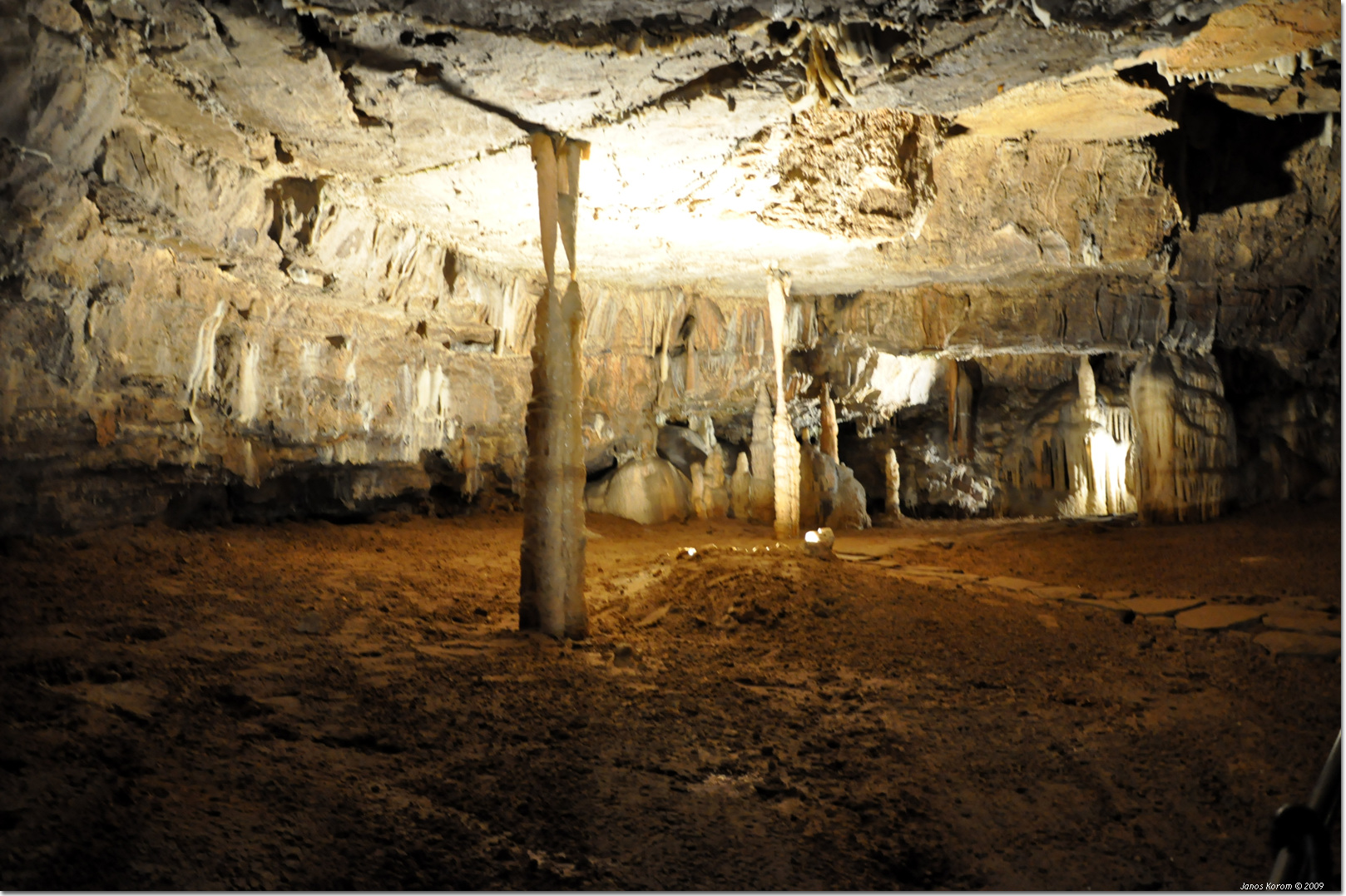
Stalagmiter och stalaktiter.

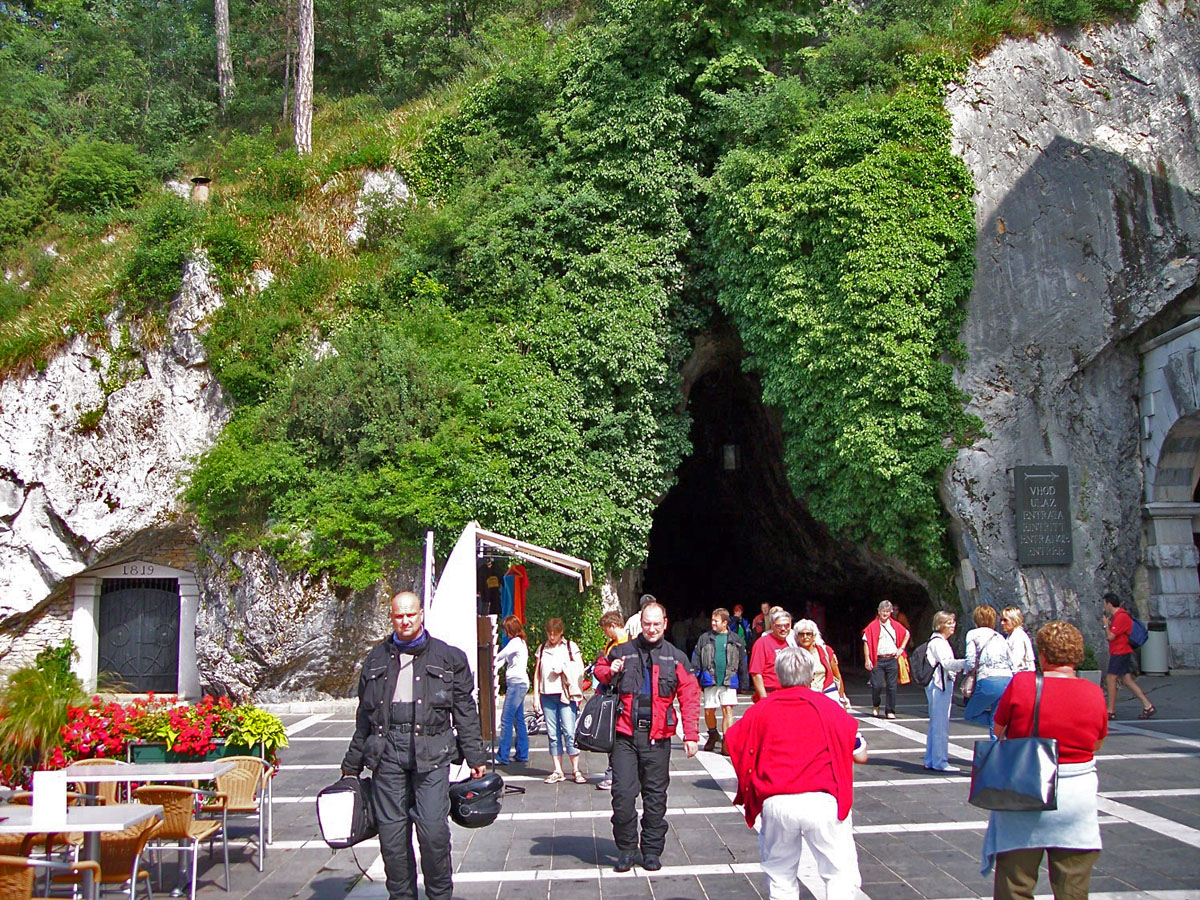
Utgången från Postojnagrottan.

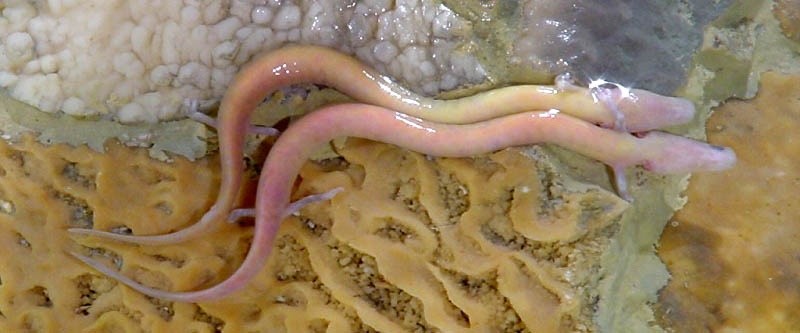
Olm.

Postojnagrottan (slovenska: Postojnska jama; tyska: Adelsberger Grotte; italienska: Grotte di Postumia) är ett 24 340 meter långt karstgrottsystem nära Postojna i sydvästra Slovenien. Den är den andra längsta grottan i landet (och den följer Migovecsystemet), liksom den är en av Europas största turistgrottor. Postojnagrottan är en fortsättning på floden Pivka.

## Historia
Postojnagrottan har blivit formad och skapad av vatten från floden Pivka. De äldsta inskriptionerna är från 1500- och 1600-talet. Under 1700-talet blev grottan centrum för grottforskning.
Under 1800-talet byggde ryska straffångar en stenbro mitt i grottan, "ryska bron". Under andra världskriget använde nazisterna grottan som förvaringsplats för vapen. Grottan beskrevs för första gången av Janez Vajkard Valvasor på 1600-talet. Nya delar av grottan upptäcktes 1818 av Luka Čeč, när han skulle förbereda grottan för ett besök av den österrikiske kejsaren Frans I. Det var även år 1818 som man installerade ljus i grottan och byggde små vägar. År 1819 öppnades grottan för allmänheten och Luka Čeč blev den första guiden. Detta år besökte även prins Ferdinand av Habsburg grottan. År 1857 när den nya järnvägen mellan Wien-Ljubljana-Trieste var färdigbygd ökade besökarantalet i grottan. År 1872 öppnades den första lilla järnvägen i grottan. I början av 1900-talet gjorde man så att lokomotivet drevs av gas, men 1945 ersattes detta av ett elektriskt lokomotiv.
År 1884 installerade man elektriskt ljus i grottan, vilket gjorde att grottans popularitet ökade. År 1968 byggdes vägarna som än idag används av besökare i Postojnagrottan. 
Grottan har alltid haft en naturligt enkel ingång som gjorde den användbar under mycket lång tid. Den har använts som lagringsutrymme, som gömställe och den har även använts som bränsledepå av tyskarna under andra världskriget. När de slovenska partisanerna förstörde bränsledepån orsakades en stor explosion som brann i cirka sju dagar och förstörde en stor del av rummen i grottan. Tyskarna förlorade därmed bränsle som de var i stort behov av.

## Grottforskning
Under fyra decennier har grottforskare arbetat hårt för att övervinna de sista återstående hindren i det drygt 2 kilometer långa området mellan Postojnagrottan och Planinagrottan. Ursprungligen började undersökningen redan 1852 med tanken att dra den södra järnvägen genom Postojnagrottan. Den mest omfattande forskningsverksamheten ägde rum 1976, 1983 och 1998 men har sedan dess upphört.
Därför var det först 2019 som de banbrytande upptäckterna ägde rum, som fick till resultat de 3,5 kilometer nya utforskade och uppmätta passagerna. Denna prestation ansågs vara en enastående bedrift, ännu mer eftersom utforskningen genomfördes i systemet för den längsta och viktigaste turistgrottan i Europa, och under extrema förhållanden. För att kunna dyka i sifon behöver dykare ha en extremt hög fysisk och ännu mer mental kondition. Under ett dyk har dykarna cirka 50 kg utrustning vardera och sikten under vattnet, i fullständigt mörker, är vanligtvis en halv meter eller mindre.
Det största hindret för utforskningen är vattensifonerna. Senast lyckades grottdykarna bryta igenom en mycket svår fjärde sifon, där grottan fortsätter med en mäktig passage som rör sig bort från Planinagrottan och går norrut. Detta var en av orsakerna till forskarnas oro om de faktiskt var på rätt väg mot denna grotta. Här finns det en femte sifon som forskarna får försöka hantera nästa gång. Nu är det bara 400 meter kvar till Planinagrottan, och om detta - det kanske sista - hindret har övervunnits, kommer Slovenien att ha ett grottsystem som är längre än 31 kilometer (den förväntade längden är mellan 31 och 35 kilometer).
Dykare har funnit att Postojnagrottsystemet är 3,5 kilometer längre än man förut trott. Själva grottans längd är 24 120 meter.

## Turism
Postojnagrottan är den längsta grottan i världen som är öppen för allmänheten, med hela 5,3 kilometer att besöka. Ett besök i grottan tar ungefär en och en halv timme. Många människor har genom historien ristat in sina namn i grottan och rört vid väggarna. Delar där kända personer har ristat in sina namn studeras av historiker. 
Vid ingången till grottan finns Vivarium Proteus, där man kan se den märkliga olmen (Proteus anguinus). Den finns i Dinariska alperna, framför allt i södra Slovenien och i västligaste Kroatien (Istrien och österut), men också i nordostligaste Italien (den omedelbara gränszonen med Slovenien) och i Bosnien-Hercegovinas karstregioner. I vivariet finns också enkelfotingar och en skalbagge, Leptodirus hochenwartii.
Idag får man inte röra något i grottan, eftersom man vill skydda och bevara den. Temperaturen i grottan är alltid runt 9,4 grader celsius. I grottan finns en restaurang, en konsertsal som rymmer mer än 10 000 människor och ett postkontor.